# 塔皮村 (加利福尼亞州)
塔皮村（英語：Tarpey Village）是位於美國加利福尼亞州弗雷斯諾縣的一個人口普查指定地區。

## 地理
塔皮村的座標為36°47′35″N 119°42′04″W / 36.79306°N 119.70111°W，而該地最高點為海拔高度107米（即351英尺）。

## 人口
根據2010年美國人口普查的數據，塔皮村的面積為2.085平方千米，當中陸地面積為2.085平方千米，而水域面積為0.000平方千米。當地共有人口3888人，而人口密度為每平方千米1,864人。